# Список автомобилей на платформе Nissan B
Ниже представлен список автомобилей, построенных на платформе Nissan B, автомобильной платформе альянса Renault Nissan. Платформа используется с марта 2002 года в автомобилях В- и C-класса, выпускаемых под брендами Nissan и Renault. Позднее к ним добавились автомобили румынской компании Dacia и некоторые автомобили российской компании «АвтоВАЗ», причём обе компании в своих моделях используют несколько изменённую платформу B0. Вышедшее в 2010 году следующее поколение этой платформы получило название Nissan V.

## Легенда
- Модель — название модели выпускаемого автомобиля. Если названий у автомобиля несколько, они указываются вместе через косую черту. Для автомобилей Nissan на следующей строчке указывается оригинальное название на японском языке. Аналогично делается и для моделей Renault, выпускавшихся в Японии под иным, нежели в Европе, названием.
- Код кузова — кодовое обозначение автомобиля, используемое производителем. Если кодов у одного поколения автомобиля несколько, они указываются вместе через косую черту.
- Изображение — фотография самого автомобиля спереди.
- Тип кузова — количество мест и дверей у автомобиля, а также его тип кузова.
- Двигатели — список всех двигателей (указаны их кодовые обозначения), которые могли устанавливаться на данный автомобиль вне зависимости от рынка. Перечисление идёт в порядке увеличения объёма. В первом столбце указаны бензиновые двигатели, во втором — дизельные. Если дизельные двигатели на автомобиль не устанавливались, ставится прочерк (—).
- Дата выхода — день (месяц, если день неизвестен) начала продаж автомобиля.
- Дата снятия с производства — день (месяц, если день неизвестен), когда производство автомобиля было остановлено. В случае смены поколений автомобиля указывается месяц, когда это произошло, если два поколения не продолжали выпускаться параллельно и если нет информации о точном дне или месяце снятия предыдущей модели с производства.
- Ссылки — оформленные ссылки на официальные пресс-релизы или статьи автомобильных журналов.

Модели автомобилей, выпускаемые в настоящее время, выделены зелёным цветом. Таблица отсортирована в хронологическом порядке — от ранних автомобилей к новым. В таблицах по автомобилям Nissan не учитываются модификации, созданные тюнинг-ателье Autech и Nismo.

## Платформа B
Разработкой платформы, получившей кодовое название P1, занималась в основном японская компания Nissan. Первым автомобилем, построенным на новой платформе, стал Nissan Micra третьего поколения (носит в Японии название March), вышедший в 2002 году. Второй моделью стал Cube второго поколения, вышедший в том же году. За ними последовали седан и хэтчбек Tiida (Versa в США), вышедшие в 2004 году, и субкомпактвэн Note, вышедший в январе 2005 года. В ноябре 2005 года вышел универсал Wingroad, в декабре 2005 года — седан Bluebird Sylphy, а в 2006 году — компактвэн Livina. Спустя несколько лет вышло ещё три автомобиля на этой платформе — третье поколение Cube (2008), фургон NV200 (2009) и кроссовер Juke (2010). Французская компания Renault выпустила в 2004 году субкомпактвэн Modus, а в сентябре 2005 года — хэтчбек Clio третьего поколения.

### Nissan
| Модель                                                       | Код кузова | Изображение | Тип кузова                                      | Двигатели                      | Двигатели | Дата выхода      | Дата снятия с производства | Ссылки                  |
| Модель                                                       | Код кузова | Изображение | Тип кузова                                      | Бензиновые                     | Дизельные | Дата выхода      | Дата снятия с производства | Ссылки                  |
| ------------------------------------------------------------ | ---------- | ----------- | ----------------------------------------------- | ------------------------------ | --------- | ---------------- | -------------------------- | ----------------------- |
| March / Micra яп. マーチ                                     | K12 / K12C |             | 3‑дв. хетчбэк (5‑мест.) 5‑дв. хетчбэк (5‑мест.) | CR10DE CR12DE CR14DE HR16DE    | K9K       | 5 марта 2002     | 16 июля 2010               | [ 3 ] [ 4 ] [ 5 ] [ 6 ] |
| Cube яп. キューブ                                            | Z11        |             | 5‑дв. универсал (5‑мест.)                       | CR14DE                         | —         | 7 октября 2002   | ноябрь 2008                | [ 7 ] [ 8 ]             |
| Cube³ / Cube Cubic яп. キューブキュービック                  | BZ11       |             | 5‑дв. универсал (7‑мест.)                       | CR14DE                         | —         | 2 сентября 2003  | ноябрь 2008                | [ 8 ] [ 9 ]             |
| Tiida / Latio / Versa яп. ティーダ                           | C11        |             | 5‑дв. хетчбэк (5‑мест.)                         | HR15DE HR16DE MR18DE           | K9K       | 30 сентября 2004 | июнь 2014                  | [ 10 ] [ 11 ] [ 12 ]    |
| Tiida / Tiida Latio / Latio / Versa яп. ティーダ ラティオ    | SC11       |             | 4‑дв. седан (5‑мест.)                           | HR15DE HR16DE MR18DE           | K9K       | 28 октября 2004  | июнь 2018                  | [ 12 ] [ 13 ] [ 14 ]    |
| Note яп. ノート                                              | E11        |             | 5‑дв. минивэн (5‑мест.)                         | CR14DE HR15DE HR16DE           | K9K       | 19 января 2005   | июнь 2014                  | [ 11 ] [ 15 ] [ 16 ]    |
| Wingroad яп. ウィングロード                                  | Y12        |             | 5‑дв. универсал (5‑мест.)                       | HR15DE MR18DE                  | —         | 14 ноября 2005   | март 2018                  | [ 17 ] [ 18 ]           |
| Micra C+C яп. マイクラC+C                                    | K12 / K12C |             | 2‑дв. кабриолет (2+2‑мест.)                     | CR14DE HR16DE                  | —         | ноябрь 2005      | 16 июля 2010               | [ 4 ] [ 19 ]            |
| Bluebird Sylphy / Bluebird / Almera яп. ブルーバードシルフィ | G11 / G15  |             | 4‑дв. седан (5‑мест.)                           | HR15DE HR16DE MR20DE           | —         | 21 декабря 2005  | 17 октября 2018            | [ 20 ] [ 21 ]           |
| Livina Geniss / Grand Livina яп. リヴィナジェニス            | L10 / L11  |             | 5‑дв. минивэн (7‑мест.)                         | HR15DE MR18DE                  | —         | ноябрь 2006      | 2020                       | [ 22 ]                  |
| AD / AD Expert / NV150 AD яп. AD / ADエキスパート            | Y12        |             | 5‑дв. универсал (5‑мест.)                       | CR12DE HR15DE MR18DE           | —         | 19 января 2007   | выпускается                | [ 23 ] [ 24 ]           |
| Livina яп. リヴィナ                                          | L10        |             | 5‑дв. минивэн (5‑мест.)                         | HR15DE HR16DE MR18DE           | —         | 22 апреля 2007   | 2020                       | [ 22 ]                  |
| Livina X-Gear / C-Gear яп. リヴィナ C-Gear                   | L10 / L11  |             | 5‑дв. минивэн (5‑мест.)                         | HR15DE HR16DE MR18DE           | —         | 7 апреля 2008    | 2020                       | [ 25 ]                  |
| Cube яп. キューブ                                            | Z12        |             | 5‑дв. универсал (5‑мест.)                       | HR15DE HR16DE MR18DE           | K9K       | 26 ноября 2008   | декабрь 2019               | [ 8 ] [ 26 ]            |
| NV200 / NV200 Vanette яп. NV200バネット                      | M20        |             | 5‑дв. минивэн (7‑мест.) 2‑дв. фургон (2‑мест.)  | HR15DE HR16DE MR20DE           | K9K       | 21 мая 2009      | выпускается                | [ 27 ] [ 28 ]           |
| Juke яп. ジューク                                            | F15        |             | 5‑дв. SUV (5‑мест.)                             | HR15DE HR16DE MR16DDT VR38DETT | K9K       | 9 июня 2010      | 2019                       |                         |

### Renault
| Модель                                                              | Код кузова        | Изображение | Тип кузова                                      | Двигатели                  | Двигатели     | Дата выхода   | Дата снятия с производства | Ссылки |
| Модель                                                              | Код кузова        | Изображение | Тип кузова                                      | Бензиновые                 | Дизельные     | Дата выхода   | Дата снятия с производства | Ссылки |
| ------------------------------------------------------------------- | ----------------- | ----------- | ----------------------------------------------- | -------------------------- | ------------- | ------------- | -------------------------- | ------ |
| Modus                                                               |                   |             | 5‑дв. минивэн (5‑мест.)                         | D4F / D4FT K4J K4M         | K9K           | август 2004   | декабрь 2012               |        |
| Clio III / Lutecia III / Clio Collection / Euro Clio яп. ルーテシア | BR / CR / SB / SR |             | 3‑дв. хетчбэк (5‑мест.) 5‑дв. хетчбэк (5‑мест.) | D4F / D4FT K4J K4M M4R F4R | K9K           | сентябрь 2005 | 2014                       |        |
| Clio III Estate / Clio III Sport Tourer / Clio III Grandtour        |                   |             | 5‑дв. универсал (5‑мест.)                       |                            |               | март 2007     | ноябрь 2012                |        |
| Grand Modus                                                         |                   |             | 5‑дв. минивэн (5‑мест.)                         | D4F / D4FT K4J K4M         | K9K           | февраль 2008  | декабрь 2012               |        |
| Clio IV / Lutecia IV / Clio Génération яп. ルーテシア               | BH / KH           |             | 5‑дв. хетчбэк (5‑мест.)                         | H4Bt D4F H5Ft M5Mt         | K9K           | ноябрь 2012   | 2023                       |        |
| ZOE / ZOE E-Tech Electric                                           |                   |             | 5‑дв. хетчбэк (5‑мест.)                         | электромобиль              | электромобиль | декабрь 2012  | март 2024                  |        |
| Clio IV Estate                                                      |                   |             | 5‑дв. универсал (5‑мест.)                       |                            |               | 2013          | 2020                       |        |
| Captur                                                              | J87               |             | 5‑дв. SUV (5‑мест.)                             | H4Bt H5Ft H5Ht             | K9K           | апрель 2013   | 2019                       |        |

## Платформа B0
Модификация платформы Nissan B с удлинённой колесной базой, которая используется при производстве бюджетных автомобилей Renault и Lada имеет индекс B0. Платформу B0 начали проектировать в 1998 году и в 2004 году был представлен первый автомобиль Renault на данной платформе — Renault Logan. Сейчас данная платформа является основной платформой Renault-Nissan для производства автомобилей B-класса. Главный плюс платформы B0 заключается в том, что используя данную платформу, можно производить крайне широкий ряд моделей — от небольших легковых автомобилей до коммерческих и внедорожников.
В настоящее время платформа B0 (global access ) используется при производстве следующих автомобилей:
- 06.2004 — Dacia Logan
- 06.2008 — Dacia Sandero
- 01.2010 — Renault Duster
- 07.2012 — LADA Largus
- 11.2012 — Dacia Lodgy/Dokker
- 04.2014 — Nissan Terrano
- 11.2015 — LADA XRAY
- 04.2016 — Renault Kaptur
- 08.2018 — Renault Arkana

|  |  |
|  |  |

## Nissan V
Второе поколение платформы Nissan B называется Nissan V от сокращенного «versatile», что означает разносторонний, гибкий, изменчивый, многогранный. Платформа Nissan V была создана для придания несущей конструкции оптимальной жёсткости с целью получения отличной управляемости и плавности хода при минимальной массе кузова, благодаря чему автомобили, использующие эту платформу отличаются улучшенными динамическими качествами, низким расходом топлива и уровнем выбросов вредных веществ. Мультифункциональность платформы позволяет выпускать автомобиль не только в переднеприводном, но и в полноприводном варианте.
На платформе Nissan V построены:
- 2013 — Nissan Note (E12) второго поколения
- 2010 — Nissan Leaf
- 2010 — Nissan March / Micra (K13) четвёртого поколения (c 2011 его аналог Renault Pulse)
- 2010 — Nissan Tiida / Versa / Sunny второго поколения
- 2013 — Nissan Sentra / Sylphy/ Pulsar
- 2014 — Datsun Go/Go+

|  |  |  |
|  |  |  |